# Pipit de Nouvelle-Zélande
Anthus novaeseelandiae
Espèce
Statut de conservation UICN

 LC  : Préoccupation mineure
Le Pipit de Nouvelle-Zélande (Anthus novaeseelandiae) est une assez petite espèce de passereaux des campagnes de Nouvelle-Zélande. Elle appartient à la famille des Motacillidae.

## Description
Il s'agit d'un oiseau mince, de 16 à 19 cm de long qui pèse environ 40 grammes. Le plumage est brun pâle au-dessus avec des stries plus foncées. Le dessous est pâle avec des stries sur la poitrine. Il y a une bande pâle sur l'œil et des bandes plus foncées sur les joues. Les plumes externes de la longue queue sont blanches et la queue remue souvent de haut en bas. Les pattes sont longues et brun-rosé alors que le bec est mince et brun.
Il a un pépiement long "tswee".

## Mode de vie
C'est un oiseau des prairies, des champs, du bord des routes, des lits de rivière à sec, des dunes de sable et des bois clairsemés. Il cherche sa nourriture sur le sol: petits invertébrés tels que scarabées, araignées et larves d'insectes. Il mange aussi des graines comme celles des graminées.

## Reproduction
La saison de reproduction commence au mois d'août. Le nid en forme de coupe est placé dans l'herbe ou à l'abri d'une pierre. Il est fait d'herbe et construit par la femelle. Deux à cinq œufs sont pondus, trois ou quatre étant le plus commun. Ils sont chamois-brun avec des points blancs et sont incubés pendant 14 à 15 jours. Les jeunes oiseaux sont nourris par les deux parents et sont capables de voler entre 14 et 16 jours.

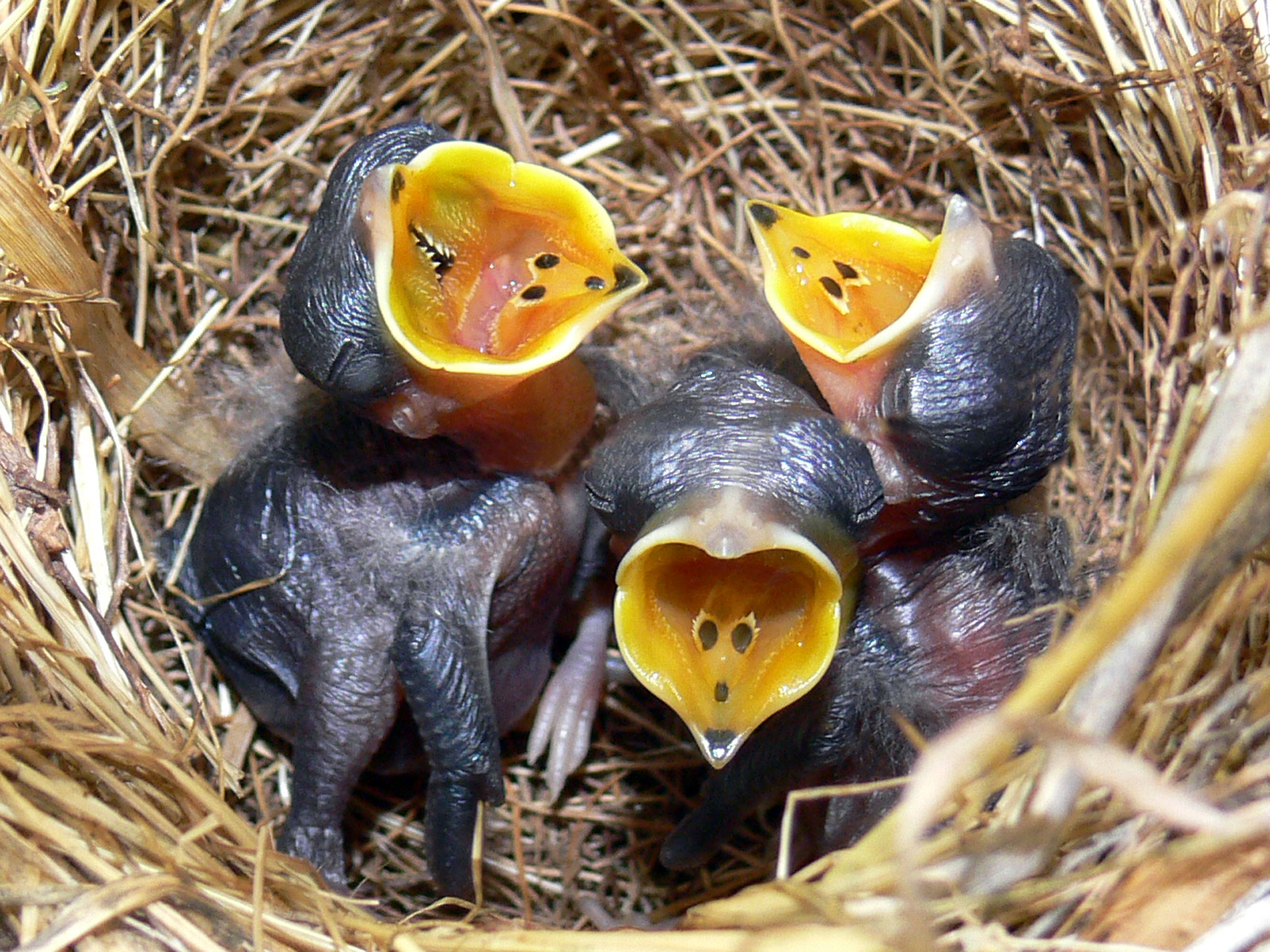
Oisillons

Leur nombre a diminué dans certaines parties de la Nouvelle-Zélande par suite de l'amélioration des pâturages, de l'emploi de pesticides et de la prédation par les espèces introduites.

## Taxinomie
Il a été proposé de séparer cette espèce en deux espèces. Les sous-espèces présentes en Australie seraient regroupées sous Anthus australis. Cette modification est approuvée par le Congrès ornithologique international (COI).

### Sous-espèces
Sous-espèces présentes en Nouvelle-Zélande reconnues par The Clements Checklist of Birds of the World, 6e édition (révisée 2008) :
- Anthus novaeseelandiae novaeseelandiae
- Anthus novaeseelandiae chathamensis
- Anthus novaeseelandiae aucklandicus
- Anthus novaeseelandiae steindachneri

Une sous-espèce néozélandaise reconnue dans la 5e édition (révisée 2005) de Clements n'est plus reconnue :
- Anthus novaeseelandiae reischeki

Alan P. Peterson et Howard et Moore (3e édition ; 8e révision) reconnaissent ces cinq sous-espèces.